# Kerncentrale Würgassen
De kerncentrale Würgassen (KWW) ligt in het stadsdeel Würgassen van de stad Beverungen in de deelstaat Noordrijn-Westfalen aan de rivier de Wezer.
De centrale had één kokendwaterreactor (BWR). In 1992 werd bij groot onderhoud ontdekt, dat in de ommanteling van de reactorkern barstjes zaten. In 1994 is de reactor daarom, op verzoek van de exploitant zelf, stilgelegd en de centrale gesloten. De eerste fase van de ontmanteling  heeft van 1994 tot 2010 geduurd en heeft 1 miljard euro gekost Daarbij is de reactor zelf geheel verwijderd en is de grond daaronder gesaneerd. Anno 2015 bestonden nog een aantal bijgebouwen van de centrale, die zelf ook radioactief besmet zijn, en daarom bij sloop als radio-actief afval behandeld moeten worden. De verdere sloop en sanering zal naar verwachting in 2028 zijn voltooid. De eigenaar Preussenelektra Kernkraft is later opgegaan in E.ON.
| Reactorblok     | Reactortype | Vermogen | Begin bouw | Inbedrijfname | Stillegging |
| --------------- | ----------- | -------- | ---------- | ------------- | ----------- |
| Würgassen (KWW) | BWR         | 640 MW   | 1968       | 1975          | 1994        |

## Hergebruik
In 2020 heeft het Duitse bedrijf BGZ toestemming van de overheid gekregen, op het terrein van de voormalige centrale een tussendepot voor radioactief afval in te richten.

## Galerij

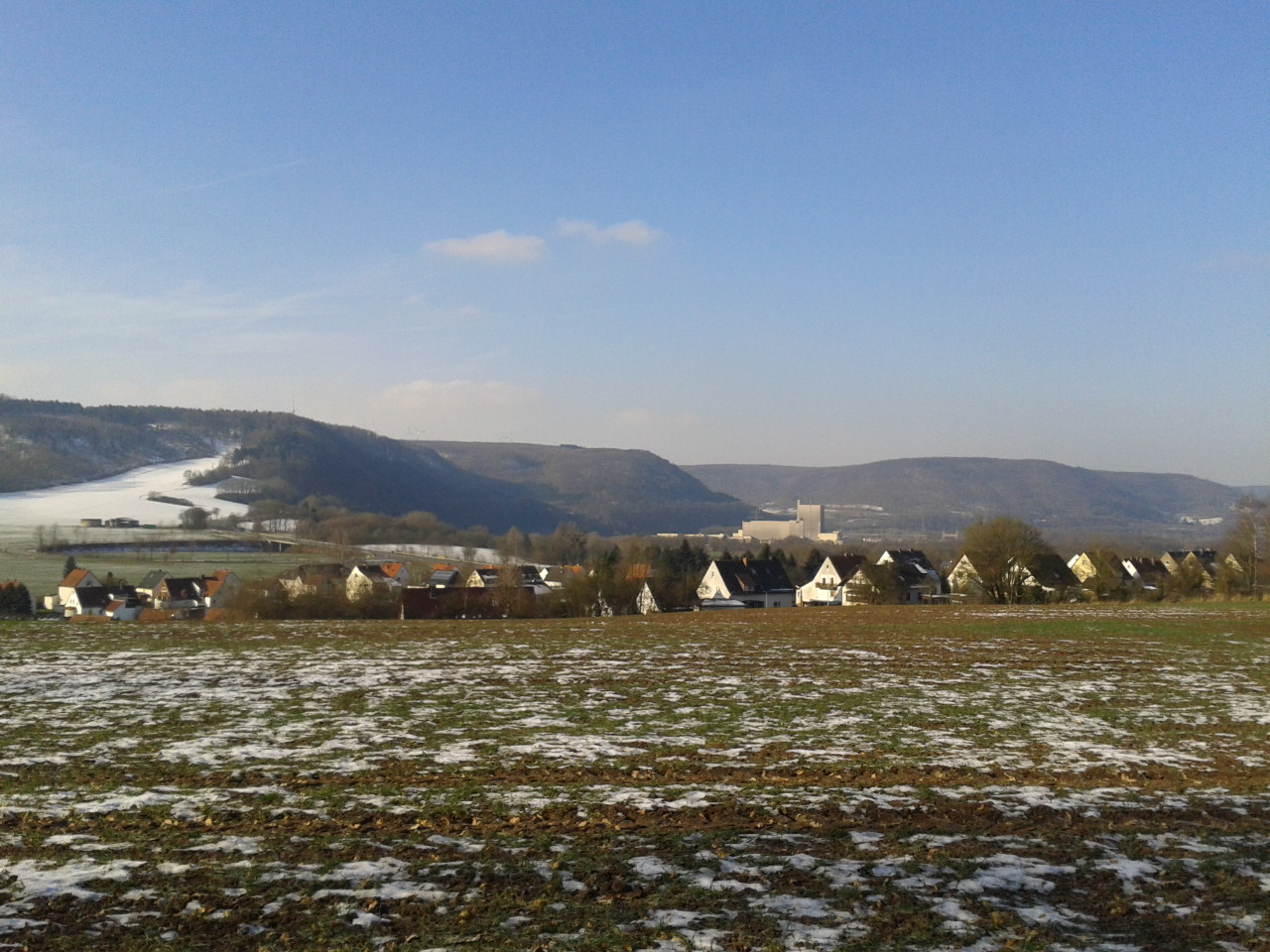
De in 2015 nog bestaande gebouwen van de centrale (iets rechts van het midden)